# Кардиналы-выборщики на конклаве 2025 года
| Страна | Количество выборщиков |
| --- | --------------------- |
| Италия | 17                    |
| Соединённые Штаты Америки | 10                    |
| Бразилия | 7                     |
| Испания, Франция | 5                     |
| Аргентина, Индия, Канада, Польша, Португалия | 4                     |
| Великобритания, Германия, Филиппины | 3                     |
| Кот-д’Ивуар, Мексика, Швейцария, Япония | 2                     |
| Австралия, Алжир, Бельгия, Босния и Герцеговина, Буркина-Фасо, Венгрия, Гаити, Гана, Гватемала, Гвинея, Израиль, Индонезия, Ирак, Иран, Кабо-Верде, Кения, Китай, Колумбия, Конго, Корея, Куба, Литва, Люксембург, Мадагаскар, Малайзия, Мальта, Марокко, Монголия, Мьянма, Нигерия, Нидерланды, Никарагуа, Новая Зеландия, Пакистан, Папуа — Новая Гвинея, Парагвай, Перу, Руанда, Сербия, Сингапур, Южный Судан, Таиланд, Танзания, Восточный Тимор, Тонга, Уругвай, Хорватия, ЦАР, Чили, Швеция, Шри-Ланка, Эфиопия, ЮАР, Эквадор | 1                     |

Следующие кардиналы-выборщики участвовали в Папском Конклаве 2025 года. Приводятся по географическим регионам (не языковыми группами, обычно используемыми во Вселенской Церкви) и в алфавитном порядке (неофициальный порядок предшествования, который не уместен на процедуре Конклава).
Из 252 членов Коллегии кардиналов в конклаве имели право участвовать 135, а остальные достигли 80-летнего возраста к дате смерти папы Франциска (21 апреля 2025 года), в связи с чем этого права были лишены. Кардинал Джованни Анджело Беччу лишён всех кардинальских прав и привилегий и поэтому не участвовал в конклаве. Кардиналы Нджуэ и Каньисарес Льовера отказались от участия в конклаве по состоянию здоровья.
Пять кардиналов (Барбарен, Божанич, Пулич, Тарксон и Эрдё) участвовали в третьем конклаве, двадцать (Берк, Бетори, Брас ди Авис, Вёльки, Гоким Тагле, Динардо, Долан, Коллинз, Кох, Маркс, Ныч, Ранжит, Роблес Ортега, Рылко, Сара, Тоттункал, Филони, Харви, Шерер и Эйк) — во втором, и подавляющее большинство кардиналов впервые участвовали в конклаве.
В Коллегии кардиналов присутствуют следующие кардиналы-выборщики, назначенные:
- 5 — папой Иоанном Павлом II;
- 22 — папой Бенедиктом XVI (из них приняли участие 20);
- 108 — папой Франциском.

## Список кардиналов-выборщиков
| Имеющие право голоса выборщики по регионам по состоянию на 21 апреля 2025 года |                      |
| Италия                                                                         | 17                   |
| Остальная Европа                                                               | 36                   |
| Северная Америка                                                               | 20                   |
| Южная Америка                                                                  | 17                   |
| Африка                                                                         | 18                   |
| Азия                                                                           | 23                   |
| Океания                                                                        | 4                    |
| Всего выборщиков                                                               | 135                  |
| Скончавшийся папа римский                                                      | Франциск (2013—2025) |
| Новый папа римский                                                             | Лев XIV (2025—)      |

### Римская курия
1. Фабио Баджо, калабрианин — заместитель секретаря Дикастерии по содействию целостному человеческому развитию;
2. Рэймонд Берк — бывший патрон Суверенного военного гостеприимного ордена Святого Иоанна, Иерусалима, Родоса и Мальты;
3. Жуан Брас ди Авис — бывший префект Дикастерии по делам институтов посвящённой жизни и обществ апостольской жизни;
4. Мауро Гамбетти — генеральный викарий Ватикана, председатель Фабрики Святого Петра и архипресвитер Папской Ватиканской базилики;
5. Луис Антонио Тагле — про-префект секции евангелизации Дикастерии по Евангелизации;
6. Марио Грек — генеральный секретарь синода епископов;
7. Клаудио Гуджеротти — префект Дикастерии по делам восточных церквей;
8. Марио Дзенари — апостольский нунций в Сирии;
9. Анджело Де Донатис — великий пенитенциарий;
10. Конрад Краевский — великий элемозинарий и префект Дикастерии по служению благотворительности;
11. Курт Кох — префект Дикастерии по содействию Христианскому Единству;
12. Джордж Джейкоб Кувакад — префект Дикастерии по межрелигиозному диалогу;
13. Роландас Макрицкас — коадъютор архипресвитера базилики Санта-Мария-Маджоре;
14. Доминик Мамберти — кардинал-протодьякон, префект Верховного Трибунала Апостольской Сигнатуры;
15. Жозе Толентину Мендонса — префект Дикастерии культуры и образования, бывший библиотекарь и архивариус Римской Церкви;
16. Герхард Людвиг Мюллер — бывший префект Конгрегации доктрины веры, бывший председатель Папской Библейской Комиссии и Папской Комиссии Ecclesia Dei;
17. Пьетро Паролин — государственный секретарь Святого Престола;
18. Роберт Фрэнсис Превост — префект Дикастерии по делам епископов (был избран папой римским и принял имя Лев XIV);
19. Кристоф Пьер — апостольский нунций в США;
20. Артур Роше — префект Дикастерии богослужения и дисциплины таинств;
21. Станислав Рылко — архипресвитер базилики Санта-Мария-Маджоре;
22. Робер Сара — бывший префект Конгрегации богослужения и дисциплины таинств;
23. Марчелло Семераро — префект Дикастерии по канонизации Святых;
24. Питер Кодво Аппиа Тарксон — бывший префект Дикастерии по содействию целостному человеческому развитию;
25. Кевин Фаррелл — камерленго, префект Дикастерии по делам мирян, семьи и жизни;
26. Анхель Фернандес Артиме — про-префект Дикастерии по делам институтов посвящённой жизни и обществ апостольской жизни;;
27. Виктор Мануэль Фернандес — префект Дикастерии доктрины веры;
28. Фернандо Филони — великий магистр ордена Рыцарского Ордена Гроба Господня;
29. Джеймс Майкл Харви — архипресвитер папской базилики Сан-Паоло-фуори-ле-Мура;
30. Майкл Черни — префект Дикастерии по содействию целостному человеческому развитию;
31. Эмиль-Поль Шерриг — бывший апостольский нунций в Италии;
32. Лазарус Ю Хын Сик — префект Дикастерии по делам духовенства.

### Европа

#### Италия
1. Доменико Батталья — архиепископ Неаполя;
2. Джузеппе Бетори — бывший архиепископ Флоренции;
3. Маттео Мария Дзуппи — архиепископ Болоньи;
4. Оскар Кантони — епископ Комо;
5. Аугусто Паоло Лоюдиче — архиепископ Сиена-Колле-ди-Валь-д’Эльса-Монтальчино;
6. Франческо Монтенегро — бывший архиепископ Агридженто;
7. Джузеппе Петрокки — бывший архиепископ Л’Акуилы;
8. Бальдассаре Рейна — генеральный викарий Рима;
9. Роберто Реполе — архиепископ Турина.

#### Испания
1. Антонио Каньисарес Льовера — бывший архиепископ Валенсии (не участвовал в конклаве по состоянию здоровья);
2. Хосе Кобо Кано — архиепископ Мадрида;
3. Хуан Хосе Омелья-и-Омелья — архиепископ Барселоны;
4. Карлос Осора Сьерра — бывший архиепископ Мадрида.

#### Португалия
1. Америку Мануэл Алвиз Агиар — епископ Сетубала;
2. Мануэл Жозе Макариу ду Нашсименту Клементи — бывший патриарх Лиссабона;
3. Антониу Аугусту душ Сантуш Марту — бывший епископ Лейрия-Фатимы.

#### Франция
1. Жан-Марк Авелин — архиепископ Марселя;
2. Филипп Барбарен — бывший архиепископ Лиона;
3. Франсуа-Ксавье Бустильо — епископ Аяччо.

#### Великобритания
1. Винсент Джерард Николс — архиепископ Вестминстера;
2. Тимоти Питер Джозеф Рэдклифф, доминиканец — теолог.

#### Германия
1. Райнер Мария Вёльки — архиепископ Кёльна;
2. Рейнхард Маркс — архиепископ Мюнхена.

#### Польша
1. Казимиж Ныч — бывший архиепископ Варшавы;
2. Гжегож Рысь — архиепископ Лодзи.

#### Бельгия
1. Жозеф Де Кесель — бывший архиепископ Мехелена-Брюсселя.

#### Босния и Герцеговина
1. Винко Пулич — бывший архиепископ Врхбосны.

#### Венгрия
1. Петер Эрдё — архиепископ Эстергом-Будапешта.

#### Люксембург
1. Жан-Клод Холлериш, иезуит — архиепископ Люксембурга.

#### Нидерланды
1. Виллем Эйк — архиепископ Утрехта.

#### Сербия
1. Ласло Немет, вербист — архиепископ Белграда.

#### Хорватия
1. Йосип Бозанич — бывший архиепископ Загреба.

#### Швеция
1. Ларс Андерс Арборелиус, кармелит — епископ Стокгольма.

### Азия

#### Индия
1. Энтони Пула — архиепископ Хайдарабада;
2. Филипе Нери Ферран — архиепископ Гоа и Дамана и титулярный патриарх Восточной Индии;
3. Баселиос Клеемис — верховный архиепископ Тривандрума Сиро-маланкарского.

#### Филиппины
1. Хосе Фуэрте Адвинкула — архиепископ Манилы;
2. Пабло Вирхилио Сионгко Давид — епископ Калукана.

#### Япония
1. Тарцизий Исао Кикути, вербист — архиепископ Токио;
2. Томас Акино Манъё Маэда — архиепископ Осаки—Такамацу.

#### Израиль
1. Пьербаттиста Пиццабалла — латинский патриарх Иерусалима;

#### Индонезия
1. Игнатий Сухарио Харджоатмоджо — архиепископ Джакарты.

#### Ирак
1. Луис Рафаэль I Сако — патриарх Вавилона Халдейского и архиепископ Багдадский.

#### Иран
1. Доминик Жозеф Матьё, францисканец-конвентуал — архиепископ Тегерана-Исфахана.

#### Китай
1. Стефан Чжоу Шоужэнь — епископ Гонконга.

#### Малайзия
1. Себастьян Фрэнсис — епископ Пинанга.

#### Монголия
1. Джорджо Маренго, I.M.C. — апостольский префект Улан-Батора.

#### Мьянма
1. Чарльз Маунг Бо — архиепископ Янгона.

#### Пакистан
1. Джозеф Куттс — бывший архиепископ Карачи.

#### Сингапур
1. Уильям Го Сен Че — архиепископ Сингапура.

#### Таиланд
1. Франциск Ксаверий Криенгсак Ковитванит — бывший архиепископ Бангкока.

#### Восточный Тимор
1. Виржилиу ду Карму да Силва, бенедиктинец — архиепископ Дили.

#### Шри-Ланка
1. Малькольм Ранжит — архиепископ Коломбо.

### Северная Америка

#### США
1. Уилтон Дэниэл Грегори — бывший архиепископ Вашингтона;
2. Даниэль Николас Динардо — бывший архиепископ Галвестона — Хьюстона;
3. Тимоти Долан — архиепископ Нью-Йорка;
4. Роберт Уолтер Макэлрой — архиепископ Вашингтона;
5. Блейз Джозеф Супич — архиепископ Чикаго;
6. Джозеф Уильям Тобин — архиепископ Ньюарка.

#### Канада
1. Томас Кристофер Коллинз — бывший архиепископ Торонто;
2. Жеральд Сиприен Лакруа — архиепископ Квебека.
3. Франк Лео — архиепископ Торонто.

### Латинская Америка

#### Бразилия
1. Паулу Сезар Кошта — архиепископ Бразилиа;
2. Сержиу да Роша — архиепископ Сан-Салвадора-да-Баия;
3. Жайме Спенглер, францисканец — архиепископ Порту-Алегри;
4. Леонардо Ульрич Стайнер, францисканец — архиепископ Манауса;
5. Орани Жуан Темпеста — архиепископ Сан-Себастьян-до-Рио-де-Жанейро;
6. Одилиу Педру Шерер — архиепископ Сан-Паулу.

#### Аргентина
1. Висенте Бокалич Иглич, лазарист — архиепископ Сантьяго-дель-Эстеро, примас Аргентины;
2. Марио Аурелио Поли — бывший архиепископ Буэнос-Айреса;
3. Анхель Сиксто Росси — архиепископ Кордовы.

#### Мексика
1. Карлос Агиар Ретес — архиепископ Мехико;
2. Франсиско Роблес Ортега — архиепископ Гвадалахары.

#### Чили
1. Фернандо Наталио Чомали Гариб — архиепископ Сантьяго.

#### Гаити
1. Шибли Ланглуа — епископ Ле-Ке.

#### Гватемала
1. Альваро Леонель Рамассини Имери — епископ Уэуэтенанго.

#### Колумбия
1. Луис Хосе Руэда Апарисио — архиепископ Боготы.

#### Куба
1. Хуан де ла Каридад Гарсия Родригес — архиепископ Гаваны.

#### Никарагуа
1. Леопольдо Хосе Бренес Солорсано — архиепископ Манагуа.

#### Парагвай
1. Адальберто Мартинес Флорес — архиепископ Асунсьона.

#### Перу
1. Карлос Густаво Кастильо Маттасоглио — архиепископ Лимы.

#### Уругвай
1. Даниэль Фернандо Стурла Беруэ — архиепископ Монтевидео.

#### Эквадор
1. Луис Херардо Кабрера Эррера, францисканец — архиепископ Гуаякиля.

### Африка

#### Кот-д’Ивуар
1. Иньяс Бесси Догбо — архиепископ Абиджана;
2. Жан-Пьер Кутва — бывший архиепископ Абиджана.

#### Алжир
1. Жан-Поль Веско, доминиканец — архиепископ Алжира.

#### Буркина-Фасо
1. Филипп Накеллентуба Уэдраого — бывший архиепископ Уагадугу.

#### Кабо-Верде
1. Арлинду Гомеш Фуртаду — епископ Сантьягу.

#### Кения
1. Джон Нджуэ — бывший архиепископ Найроби (не участвовал в конклаве по состоянию здоровья).

#### Конго
1. Фридолин Амбонго Безунгу — архиепископ Киншасы.

#### Мадагаскар
1. Дезире Царахазана — архиепископ Туамасины.

#### Марокко
1. Кристобаль Лопес Ромеро— архиепископ Рабата.

#### Нигерия
1. Питер Эбере Окпалеке — епископ Эквулобии.

#### Руанда
1. Антуан Камбанда — архиепископ Кигали.

#### Танзания
1. Протасе Ругамбва — архиепископ Таборы.

#### Южный Судан
1. Стивен Амею Мартин Мулла — архиепископ Джубы.

#### ЦАР
1. Дьёдонне Нзапалаинга — архиепископ Банги.

#### Эфиопия
1. Бырханэйэсус Дэмрэв Сурафел — архиепископ Аддис-Абебы.

#### ЮАР
1. Стивен Бризлин — архиепископ Йоханнесбурга.

### Австралия и Океания

#### Австралия
1. Николай Бычок, редемпторист — епископ Святых Петра и Павла в Мельбурне УГКЦ.

#### Новая Зеландия
1. Джон Эчерли Дью — бывший архиепископ Веллингтона.

#### Папуа — Новая Гвинея
1. Джон Рибат — архиепископ Порт-Морсби.

#### Тонга
1. Соане Патита Паини Мафи — епископ Тонги.

## Отказ от участия
Кардиналы Нджуэ и Каньисарес Льовера не приняли участие в конклаве по состоянию здоровья.